# NGC 5420
NGC 5420 is een spiraalvormig sterrenstelsel in het sterrenbeeld Maagd. Het hemelobject werd 1886 ontdekt door de Amerikaanse astronoom Francis Preserved Leavenworth.

## Synoniemen
- MCG -2-36-6
- IRAS 14012-1422
- PGC 50121